# 帕爾梅拉 (塞圖巴爾區)
38°40′N 8°58′W / 38.667°N 8.967°W

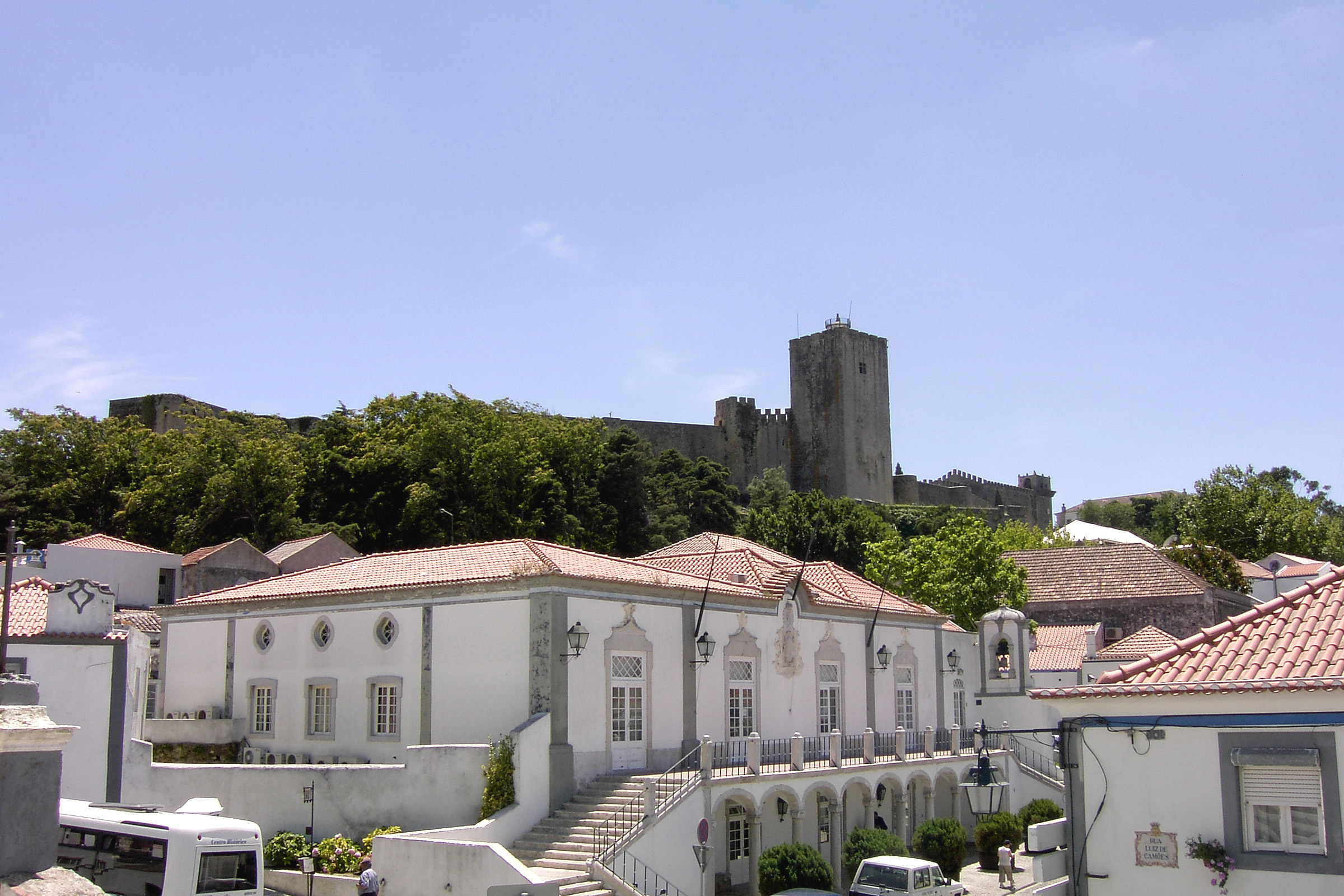

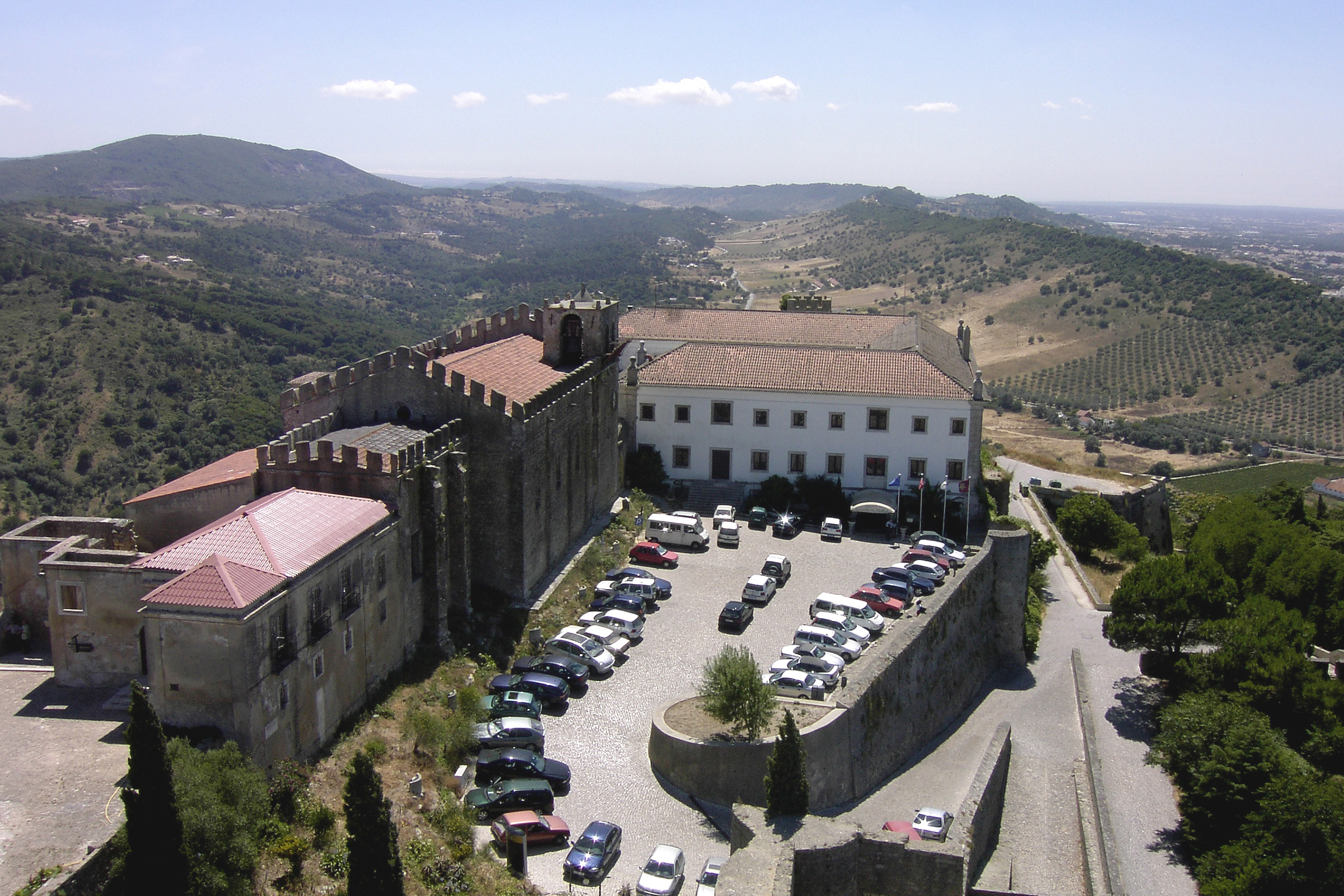

帕爾梅拉（葡萄牙語：Palmela），是葡萄牙的城鎮，位於該國中南部，由塞圖巴爾區負責管轄，始建於1185年，面積465.12平方公里，2011年人口62,831，人口密度每平方公里135.09人。